# Karakobis
Karakobis is een dorp in het district Ghanzi in Botswana. De plaats telt 881 inwoners (2011).